# Amstel Gold Race 1971
L'Amstel Gold Race 1971, sesta edizione della corsa, si svolse il 28 marzo 1981 su un percorso di 233 km da Heerlen a Meerssen. Fu vinto dal belga Frans Verbeeck, che terminò in 6h 11' 53".

## Ordine d'arrivo (Top 10)
| Pos. | Corridore           | Squadra       | Tempo    |
| ---- | ------------------- | ------------- | -------- |
| 1    | Frans Verbeeck      | Watney-Avia   | 6h11'53" |
| 2    | Gerben Karstens     | Goudsmit-Hoff | s.t.     |
| 3    | Roger Rosiers       | Bic           | s.t.     |
| 4    | Georges Pintens     | Hertekamp     | s.t.     |
| 5    | Herman Van Springel | Molteni       | s.t.     |
| 6    | Jos Deschoenmaecker | Molteni       | s.t.     |
| 7    | Gerard Vianen       | Fagor-Mercier | s.t.     |
| 8    | Roger Swerts        | Molteni       | s.t.     |
| 9    | Joseph Spruyt       | Molteni       | a 1'32"  |
| 10   | Jan Krekels         | Goudsmit-Hoff | s.t.     |